# Bhutaniella kronestedti
Bhutaniella kronestedti là một loài nhện trong họ Sparassidae.
Loài này thuộc chi Bhutaniella. Bhutaniella kronestedti được miêu tả năm 2005 bởi Vedel & Peter Jäger.